# San Marino, Kalifornien
San Marino är en stad i Los Angeles storstadsområde i Los Angeles County, Kalifornien, USA och gränsar bland annat till Pasadena i norr och South Pasadena i väster. Bebyggelsen består främst av större villor.

## Befolkning
Befolkningen var vid folkräkningen år 2000 cirka 13 000 personer, fördelat på 47,7% vita/"White", 0,25% afroamerikaner, 48,6% asiater, 1,04% "av annan ras" och 2,30% "av två eller flera raser". Latinamerikaner utgjorde 1,41% av befolkningen. Mer än en tredjedel, 37,6%, av stadens befolkning är födda utanför USA och medelinkomsten var betydligt över genomsnittet för USA.